# Antonio Francesco Doni
Antonio Francesco Doni, född 1513, död 1574, var en italiensk författare.
Doni irrade som munk från den ena staden till den andra och författade en mängd bisarra skrifter, innehållande en brokig lärdom som de bio-bibliografiska La libraria (1550) och La seconda libraria (1551). Hans litterära fejd med Pietro Aretino väckte mycket uppseende.